# Psilotreta rossi
Psilotreta rossi is een schietmot uit de familie Odontoceridae. De soort komt voor in het Nearctisch gebied.